# Nuotaea
Nuotaea ist eine bewohnte Insel, die zum Atoll Abaiang in den Gilbertinseln in der Republik Kiribati gehört.

## Geographie
Nuotaea ist ein Motu mit einer Landfläche von 1,34 km² im nördlichen Teil der westlichen Riffkrone. Die Insel liegt zusammen mit Nanikirata an der Nordwestecke des Atolls und zieht sich von Westen nach Osten. Die gleichnamige Siedlung mit 322 Einwohnern (Stand: 2020) liegt ungefähr in der Mitte der langgezogenen Insel. Dort gibt es eine Kirche, ein Gemeindezentrum (Maneaba) und eine Grundschule. Die Riffkrone erstreckt sich von dort weiter nach Südosten mit zahlreichen namenlosen, winzigen Motu. Die nächste benannte Insel ist Anaariki.